# Neobisium intractabile
Neobisium intractabile är en spindeldjursart som beskrevs av Beier 1973. Neobisium intractabile ingår i släktet Neobisium och familjen helplåtklokrypare. Inga underarter finns listade i Catalogue of Life.